# دونغ فانغ
دونغ فانغ (بالصينية: 董芳) هي لاعبة كرة الريشة صينية، ولدت في 12 فبراير 1981 في Shashi, Liuyang ‏ في الصين.

## وصلات خارجية
- دونغ فانغ على موقع BWF.tournamentsoftware.com (الإنجليزية)
- دونغ فانغ على موقع BWFbadminton.com (الإنجليزية)